# والتر بيرغ
والتر بيرغ (بالألمانية: Walter Berg)‏ (21 أبريل 1916 - 12 مايو 1949) هو لاعب كرة قدم ألماني سابق كان يلعب كلاعب وسط.

## روابط خارجية
- والتر بيرغ على موقع قاعدة بيانات كرة القدم.إي يو (الإنجليزية)
- والتر بيرغ على موقع ناشيونال فوتبول تيمز (الإنجليزية)
- والتر بيرغ على موقع عالم كرة القدم.نت (الإنجليزية)